# 下山懋
下山 懋（しもやま つとむ、1890年2月23日 - 1987年1月19日）は、日本の教育者、国語教育学者、国文学者、郷土史家、作詞家。

## 人物
埼玉県入間郡芳野村谷中（現在の川越市）生まれ。父は飯能戦争で新政府軍として参加した川越藩士の下山忠行。
1910年、埼玉県師範学校を卒業。1914年、埼玉県女子師範学校附属小学校で訓導となり、埼玉県立浦和高等女学校で教鞭を執り、東京帝国大学選科に進んだ。その後、埼玉県立越ヶ谷高等女学校、埼玉県大宮高等女学校、浦和市立高等学校、埼玉県立浦和高等学校、別所幼稚園、武南幼稚園・武南中学校・武南高等学校などの学校で校長・園長を歴任した。元埼玉県教育委員会教育委員。元川口市教育長。元埼玉県共同募金会理事。
綴方教育（作文教育）の提唱者であった芦田惠之助の影響を受けて埼玉県の綴方教育の先導者となり、戦後は埼玉県教育委員会の学務課長として新教育を進めた。校歌の作詞者としても知られる。埼玉県さいたま市大宮区にある山丸公園には大宮町長であった白井助七の顕彰碑があり、その裏側に刻まれる文章を撰文した。

## 作品

### 著書
単著
- 『史話童話』 育英書院 （1925年2月）[14]
- 『綴方教育の常道』 育英書院 （1938年12月）[15]
- 『畠山重忠物語』 埼玉県立文化会館 （1957年3月）[16]
- 『父の若き日：嘉永から明治へ』 下山懋 （1979年4月）[3]

共著
- 『学級文庫 高等科用 後』 学級文庫刊行会 （1923年）[17]
- 『国語教育』 育英書院 （1934年8月 - 1941年3月）[18][19]
- 『コトバ』 国語文化学会 （1939年11月 - 1942年5月）[20]
- 『日本郷土物語 上』 大日本教化図書 （1939年）[21]
- 『埼玉の文化財』 埼玉県文化財保護協会 （1960年 - 1964年）[22]
- 『川口の文化財』 川口市文化財所有者連絡協議会 （1961年）[23]

### 作詞
校歌
- 朝霞市立朝霞第二小学校（作曲：土肥泰）
- 朝霞市立朝霞第三小学校（作曲：土肥泰）[24]
- 小鹿野町立両神中学校（作曲：富田正牧）[25]
- 越生町立越生小学校（作曲：土肥泰）[26]
- 春日部市立春日部中学校（作曲：下総皖一）[27]
- 神川町立神川中学校（作曲：土肥泰）[28]
- 川口市立青木中央小学校（作曲：佐々木すぐる）[29]
- 川口市立安行中学校（作曲：石井義信）[30]
- 川口市立上青木中学校（作曲：土肥泰）[31]
- 川口市立神根小学校（作曲：土肥泰）[32]
- 川口市立川口高等学校（作曲：土肥泰）[33]
- 川口市立芝西小学校（作曲：相上信一）[34]
- 川口市立芝東中学校（作曲：石井義信）[35]
- 川口市立仲町中学校（作曲：折山俊也）[36]
- 川口市立鳩ヶ谷小学校（作曲：下総皖一）[37]
- 川口市立前川小学校（作曲：折山俊也）[38]
- 川越市立川越第一中学校（作曲：仲喜子）[39]
- 川越市立南古谷小学校（作曲：大和田愛羅）[40]
- 川越市立南古谷中学校〈旧〉（作曲：大和田愛羅）
- 熊谷市立太田小学校（作曲：下総皖一）[41]
- 栗橋町立栗橋東第一小学校（作曲：下総皖一）[42]
- 越谷市立蒲生小学校（作曲：芥川也寸志）[43]
- 越谷市立越ヶ谷小学校（作曲：下総皖一）[44]
- 越谷市立南中学校（作曲：下総皖一）[45]
- 埼玉県立岩槻商業高等学校（作曲：下総皖一）[46]
- 埼玉県立大宮女子高等学校（作曲：下総皖一）[42]
- さいたま市立三橋中学校（作曲：下総皖一）
- さいたま市立三橋小学校（作曲：下総皖一）
- さいたま市立三橋小学校.旧校歌（三橋尋常高等小学校校歌）（作曲：高橋寿）
- さいたま市立岩槻小学校（作曲：多久興）[47]
- さいたま市立岩槻中学校（作曲：下総皖一）[48]
- さいたま市立植水小学校（作曲：下総皖一）[49]
- さいたま市立馬宮西小学校（作曲：栗原泰）[50]
- さいたま市立大久保小学校（作曲：土肥泰）[51]
- さいたま市立太田小学校（作曲：折山俊也）[52]
- さいたま市立大戸小学校（作曲：下総皖一）[53]
- さいたま市立大宮東小学校（作曲：下総皖一）[54]
- さいたま市立尾間木小学校（作曲：三枝成彰）[55]
- さいたま市立柏崎小学校（作曲：下総皖一）[42]
- さいたま市立片柳小学校（作曲：下総皖一）[56]
- さいたま市立上落合小学校（作曲：下総皖一）[57]
- さいたま市立河合小学校（作曲：下総皖一）[45]
- さいたま市立木崎小学校（作曲：草川信）[58]
- さいたま市立桜木中学校（作曲：下総皖一）[59]
- さいたま市立白幡中学校（作曲：下総皖一）[60]
- さいたま市立常盤小学校（作曲：下総皖一）[42]
- さいたま市立仲本小学校（作曲：下総皖一）[61]
- さいたま市立日進北小学校（作曲：土肥泰）[62]
- さいたま市立日進小学校（作曲：下総皖一）[63]
- さいたま市立原山中学校（作曲：下総皖一）[64]
- さいたま市立東岩槻小学校（作曲：有馬礼子）[65]
- さいたま市立東浦和中学校（作曲：古関裕而）[66]
- さいたま市立与野東中学校（作曲：下総皖一）[67]
- さいたま市立和土小学校（作曲：下総皖一）[68]
- 幸手市立幸手中学校（作曲：下総皖一）[69]
- 志木市立志木中学校（作曲：信時潔）
- 志木市立志木小学校（作曲:信時潔）
- 杉戸町立杉戸中学校（作曲：下総皖一）[70]
- 草加市立草加中学校（作曲：矢野一郎）
- 秩父市立高篠小学校（作曲：平岡均之）[71]
- 秩父市立花の木小学校（作曲：下総皖一）[72]
- 秩父市立原谷小学校（作曲：友利明長）[73]
- 所沢市立三ヶ島小学校（作曲：池田浩）[74]
- 滑川町立福田小学校（作曲：土肥泰）[75]
- 本庄市立仁手小学校（作曲：香川鈴子）[76]
- 八潮市立八潮中学校（作曲：古関裕而）[77]
- 和光市立大和中学校（作曲：下総皖一）[78]
- 蕨市立第一中学校（作曲：下総皖一）[79]

園歌
- 別所幼稚園（作曲：横山幸博）[80]

### 監修
- 嵐山町立七郷中学校校歌（作詞：安藤専一、作曲：下総皖一）[81]

### 補作
- 所沢市立富岡小学校校歌（作詞：北田宗也、作曲：本間実）[82]

### 校正
- 大宮市歌（作詞：田中酉之助、作曲：下総皖一）[83]